# Lara Dickenmann
Lara Dickenmann (* 27. November 1985 in Kriens) ist eine ehemalige Schweizer Fussballspielerin, die zuletzt beim VfL Wolfsburg in der Frauen-Bundesliga aktiv war. Für die Schweizer Nationalmannschaft war sie eine Zeit lang Rekordnationalspielerin und -torschützin.

## Jugend
Schon in Kinderzeiten gehörte Fussball zu ihren Lieblingsbeschäftigungen. Im Alter von sechs Jahren entdeckte sie ihre Passion dafür. Besuche im Schwimmtraining und im Ballett gab sie auf. Bald nahm ein Juniorenobmann sie in die Mannschaft ihres Bruders auf. Mit 14 Jahren wurde Lara Dickenmann in die Frauenmannschaft des FC Sursee aufgenommen, spielte aber weiterhin mit und gegen Jungenmannschaften.

## Profikarriere
Ihr erstes Länderspiel für die Schweizer Fussballnationalmannschaft bestritt Dickenmann am 14. August 2002 beim 2:1 gegen Frankreich und konnte dabei durch ihr erstes Länderspieltor die Führung der Französinnen ausgleichen.
Am 20. Mai 2010 spielte sie mit Olympique Lyon gegen Turbine Potsdam im Champions-League-Finale der Frauen. Dabei unterlag sie mit ihrem Club im Elfmeterschiessen.
Am 26. Mai 2011 trafen beide Vereine im Champions-League-Finale der Frauen in London erneut aufeinander. Dieses Mal gewann Dickenmann mit Lyon und erzielte dabei kurz vor Spielschluss den Treffer zum 2:0-Endstand.
Nachdem sie in der Saison 2011/12 bereits im Halbfinale der Champions League mit Lyon gegen Turbine Potsdam gewonnen hatte, wurde sie auch beim Finale am 17. Mai 2012 im Münchner Olympiastadion gegen den 1. FFC Frankfurt (2:0) eingesetzt.
Am 7. April 2015 teilte der VfL Wolfsburg mit, dass Dickenmann gemeinsam mit ihrer Teamkollegin Élise Bussaglia ab dem 1. Juli dessen Frauenmannschaft verstärken werde.
Im Sechzehntelfinalrückspiel der UEFA Women’s Champions League 2015/16 erzielte sie am 14. Oktober 2015 beim 4:0 gegen ŽFK Spartak Subotica ihr erstes Champions-League-Tor für Wolfsburg.
Lara Dickenmann nahm mit der Frauen-Nationalmannschaft der Schweiz an der Weltmeisterschaft 2015 in Kanada teil. Dabei machte sie am 9. August 2015 gegen Titelverteidiger Japan ihr 100. Länderspiel. Sie erreichte mit ihrer Mannschaft das Achtelfinale, schied dort aber gegen Gastgeber Kanada aus.
Durch das Achtelfinalaus verpassten die Schweizerinnen auch die erstmalige Qualifikation für die Olympischen Spiele 2016 und konnten dies auch beim Qualifikationsturnier im März 2016 nicht nachholen.
Am 27. Oktober 2015 wurde sie vor dem EM-Qualifikationsspiel gegen Georgien zusammen mit Caroline Abbé und Martina Moser von der UEFA für 100 Länderspiele geehrt.
Im Juni 2016 qualifizierte sie sich mit ihrer Mannschaft erstmals für eine EM-Endrunde, die 2017 in den Niederlanden stattfand.
Am 7. August 2019 gab sie ihren Rücktritt aus der Schweizer Nationalmannschaft bekannt. Sie war zu diesem Zeitpunkt Rekordnationalspielerin und Rekordtorschützin.
Im Februar 2021 kündigte Dickenmann ihr Karriereende nach der Saison 2020/21 an. Ihr letztes Spiel bestritt sie am 6. Juni 2021 beim 8:0-Sieg gegen Werder Bremen.

## Managerlaufbahn
Dickenmann war von 2021 bis 2024 „General Manager Frauenfussball“ beim Grasshopper Club Zürich. Auf Ende Saison 2023/24 trat sie von ihrem Amt zurück, «aufgrund unterschiedlicher Auffassungen» über die Führung des Projekts GC Frauenfussball. Die NZZ stellte ihren Abgang in den Zusammenhang mit dem Einfluss, den Erich Vogel, der frühere GC-Sportchef und Berater eines GC-Investors, auf das Frauenteam ausgeübt habe.

## Erfolge
DFC Sursee:
- Schweizer Meisterschaft: 2002, 2003 und 2004

FC Zürich Frauen:
- Schweizer Meisterschaft: 2008, 2009

Olympique Lyon:
- Französische Meisterschaft: 2010, 2011, 2012, 2013, 2014 und 2015
- UEFA Women’s Champions League: 2011 und 2012

VFL Wolfsburg:
- Deutsche Meisterschaft: 2017, 2018, 2019, 2020
- DFB-Pokal: 2016, 2017, 2018, 2019, 2020, 2021

## Auszeichnungen
- Freshman of the Year (bester Neuling): 2004
- Beste Schweizer Fussballspielerin: 2004, 2011, 2012, 2013, 2014, 2016, 2017, 2018 (Rekord)

## Privates
Während der Qualifikation für die EM 2003 entdeckten amerikanische Scouts ihr fussballerisches Talent. Mehrere Universitäten boten Stipendien an, von denen sich Dickenmann für die Ohio State University in Columbus entschied. Sie studierte Wirtschaft und besitzt neben diesem Abschluss auch einen Master in General Management.
Im Jahr 2018 outete sie sich in der Dokumentation Lara Dickenmann liebt Fussball und Frauen als lesbisch. Seit Dezember 2019 ist sie mit ihrer ehemaligen Teamkollegin Anna Blässe verheiratet.